# German Pellets GmbH
German Pellets GmbH (укр. Герман Пелетс, Німецькі Гранули) — неплатоспроможна німецька компанія з виробництва деревних пелетів, що базується у Вісмарі, Німеччина. Компанія виробляла різні види деревних гранул для обігріву та печей на пелетах, промислових гранул для великих систем згоряння та засобів гігієни тварин для коней, великих та дрібних тварин.
Компанія діяла по всьому світу, з особливим акцентом на Данії, Італії та Великій Британії. Станом на серпень 2013 року вона мала 19 виробничих майданчиків у Німеччині, Австрії та США, щорічне виробництво складало 2,2 млн тон на рік. Це був найбільший виробник та дистриб'ютор деревних гранул в Європі і претендував на звання найбільшого у світі.
Компанія належала Пітеру Лейболду (60 %) та Енн Лейболд (40 %).

## Історія
German Pellets була заснована в 2005 році Пітером Лейболдом.
German Pellets group придбала FireStixx Holz-Energie GmbH у 2011 та Glechner GmbH у 2012 році.
10 лютого 2016 року German Pellets подали заяву про неплатоспроможність в процесі самоврядування.

## Дочірні компанії
German Pellets мали кілька дочірніх компаній, включаючи австрійську дочірню компанію, та одну, яка пропонує свої пелети як зелений інвестиційний торговий інструмент. The German Horse Pellets GmbH, the German Pellets Wärme GmbH, the German Pellets Genussrechte GmbH, the FireStixx Holz-Energie GmbH and the Austrian Hot'ts/Glechner-Gruppe належали до групи German Pellets.
Заснована в 2008 році компанія German Horse Pellets GmbH спеціалізується на розробці та продажу засобів гігієни для тварин.
The German Pellets Wärme GmbH пропонують повні пакети забезпечення обігріву.
Виробник пелет пропонує інвестиційні транспортні засоби через German Pellets Genussrechte GmbH.
FireStixx Holz-Energie GmbH зосереджена на торгівлі та виробництві деревних гранул.
Glechner GmbH мала кілька виробництв у Австрії. З 1996 року вони виготовляли та продавали деревні пелети.